# Józef II (metropolita kijowski)
Józef, nazwisko świeckie Bułharynowicz (zm. 1500 lub 1501) – metropolita kijowski w latach 1500–1501.

## Życiorys
Przed 1494, najpóźniej od 1492, był przełożonym monasteru Trójcy Świętej w Słucku. W wymienionym roku został wyświęcony na biskupa smoleńskiego. Przed 1499 przyjął postanowienia unii florenckiej i bez powodzenia nakłaniał do tego żonę wielkiego księcia litewskiego Aleksandra Jagiellończyka Helenę, córkę Iwana III Srogiego. Za swoje wysiłki w tym zakresie otrzymał po śmierci Makarego godność metropolity kijowskiego. Jego elekcja miała miejsce 30 maja 1498, zaś 10 maja 1500, po uzyskaniu potwierdzenia nominacji przez patriarchę Konstantynopola, został intronizowany na urząd, zachowując również sprawowaną wcześniej godność biskupa smoleńskiego. Zmarł po roku urzędowania lub nawet jeszcze w 1500.